# Dirigeable fantôme

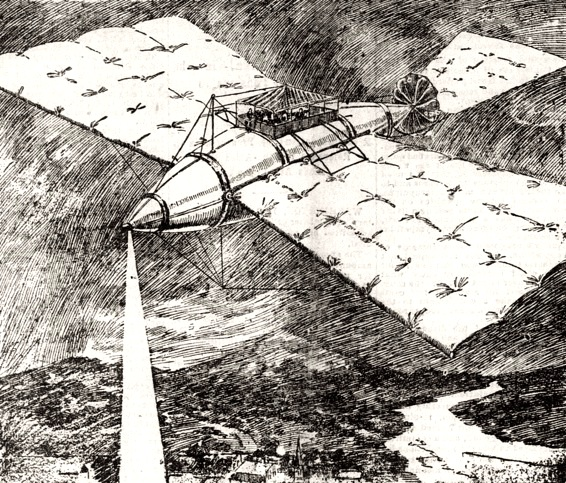
Gravure d'époque d'un dirigeable fantôme (mystery airship), publiée dans le New York Morning Journal du 28 novembre 1896.

Un dirigeable fantôme (en anglais : phantom airship ou mystery airship) est un type d'appareil volant, en forme de cigare ou de disque et parfois doté d'hélices ou d'ailes, prétendument observé à la fin du XIXe siècle et au début du XXe siècle, d'abord aux États-Unis puis en Grande-Bretagne et en Nouvelle-Zélande. Des articles de presse relatent le passage de ces engins dans le ciel, généralement à la nuit tombée.
On distingue plusieurs épisodes dans ces observations. La première vague se déroule aux États-Unis en deux périodes distinctes, la première limitée au seul état de Californie à la fin de 1896, suivie d'une autre beaucoup plus considérable en 1897. Après avoir totalement disparu au tournant du siècle, le phénomène ressurgit en 1909 au Royaume-uni et en Nouvelle-Zélande de façon éphémère, mais il reste toutefois cantonné essentiellement au monde anglophone et reçoit assez peu d'écho en Europe, sauf en 1913 avec les menaces de guerre (en Roumanie, Prusse et Russie essentiellement),.
Plusieurs hypothèses ont été avancées, allant du prototype de dirigeable à la confusion avec des planètes, mais aucune ne parait répondre de façon satisfaisante à l'ensemble des caractéristiques évoquées dans les cas les plus crédibles. Certains ufologues considèrent qu'il s'agit de la première manifestation du phénomène, lequel sera désigné sous le nom d'objet volant non identifié un demi-siècle plus tard.

## Résumé des faits

### Contexte général
Au moment où le phénomène a commencé à se manifester, le ciel n'était accessible à l'homme qu'à bord de montgolfières ou de ballons gonflés à l'hydrogène qui étaient condamnés à se laisser porter par le vent et ne pouvaient voler la nuit. Malgré quelques expérimentations menées à partir du milieu du XIXe siècle, il faudra attendre le début du XXe siècle pour voir apparaitre en Europe les premiers véritables ballons dirigeables aux possibilités encore limitées. Quant aux avions, ce n'est qu'en 1903 que le Wright Flyer des  frères Wright arrivera à s'élever du sol pendant seulement quelques centaines de mètres. L'éventualité qu'il se soit agit de prototypes secrets est approfondie dans la section hypothèses.
Faute d'organismes se préoccupant de ce qui se passait dans le ciel de l'époque, les faits ne sont connus qu'à travers des milliers de coupures de journaux. Outre la fiabilité incertaine de l'information qui en résulte, les journalistes rédacteurs donnaient à leurs articles le ton qui correspondait à leur interprétation personnelle du phénomène relaté par les témoins, rapportant les canulars et allant parfois jusqu'à inventer de toutes pièces des récits rocambolesques ou grotesques.

### Observations de 1896 aux États-Unis

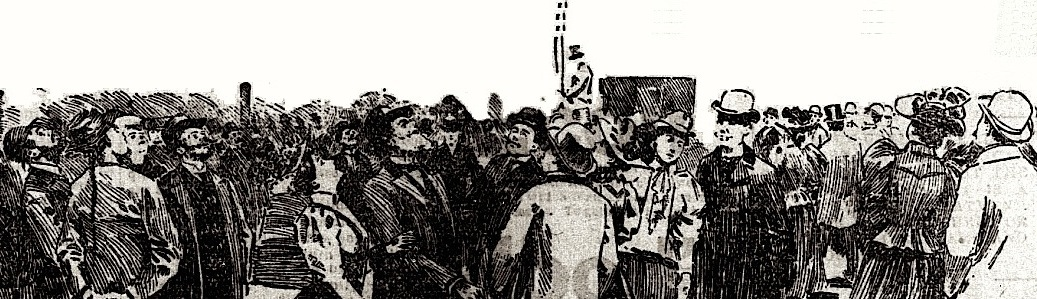
Foule observant le phénomène à Sacramento.

Les premières observations de « dirigeables fantômes » ont lieu en Californie entre le 6 et le 30 novembre 1896. Elles sont relativement discrètes et peu documentées.
Le 6 novembre, un engin non identifié survole la Californie et le 15, une vive lueur, « de la taille d'une soucoupe », est observée par un témoin à San Andreas. Ensuite les observations se multiplient : le 16, l'engin présumé est signalé à Sacramento, à Oakland et à San Francisco. Le journal The San Francisco Call du 17 novembre 1896 relate : « Le ciel était couvert ce jour-là par des nuages denses et il était impossible de préciser la forme et la taille de l'aéronef qui survolait San Francisco à basse altitude. Les observateurs suivirent sa course par les lumières qu'il émettait. Certains observateurs affirment avoir entendu distinctement des voix humaines chantant en chœur depuis l'aéronef »,. Le 17 novembre, l'engin est à nouveau à Oakland puis, le 18 encore, à Oak Park et à Sacramento.
Après une brève accalmie, les observations reprennent le 22 novembre, date à laquelle le San Francisco Call annonce qu'un aéronef en forme de cigare a atterri près d'Oakland et que l'engin est gardé par trois hommes,. Le journal Dalles Daily Chronicle du 25 novembre 1896 rapporte que la veille, à San Francisco, des centaines de personnes étaient rassemblées à chaque coin de rue en regardant le ciel et que la planète Jupiter (à moins que ce ne soit la Lune) a été prise pour le mystérieux aéronef. Plus tôt dans la soirée, un ballon à air chaud se déplaçait dans les airs et les journaux avaient été assaillis de coups de téléphone de personnes pensant avoir aperçu le mystérieux aéronef.
Le 29 novembre, le The San Francisco Call fait sa une sur le phénomène, et publie le témoignage du professeur M. S. Cross, doyen de l'Université du Pacifique, qui confirme avoir vu une lumière dans le ciel le jeudi soir [26 novembre] vers sept heures : « Qu'il s'agisse ou non d'un dirigeable, bien sûr, je ne suis pas prêt à le dire, mais il est certain qu'il y avait une lumière qui se déplaçait rapidement dans le ciel, trop grande et brillante pour être un feu de rue électrique. À mes yeux, il semblait avoir environ six pouces de diamètre [sic]. Il se déplaçait dans une direction sud-ouest et apparemment à une vitesse élevée. Le mouvement n'était pas stable. Il a vacillé et a dévié, se levant et tombant légèrement. Le mouvement, cependant, n'était pas celui d'un ballon. J'ai observé fréquemment des ballons dans les airs, et le mouvement de cette lumière ne suggérait en aucune façon la manière dont je les ai toujours vu se comporter. ». Le 30 novembre, un « cigare » survole une dernière fois San Francisco, ce qui met fin à cette vague d'une trentaine de signalements si on fait exception d'une apparition isolée le 6 décembre.

Illustrations parues dans The San Francisco Call en 1896
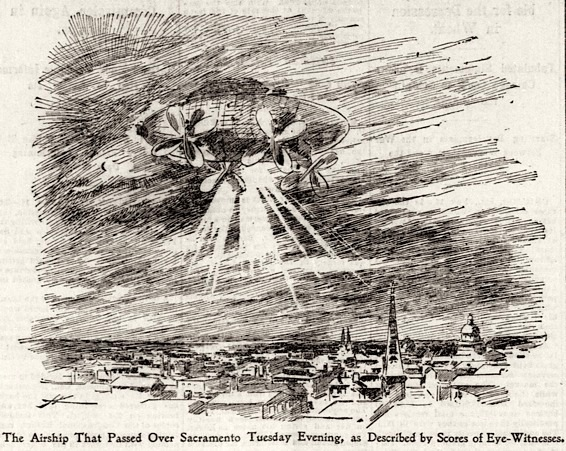
19 novembre 1896.
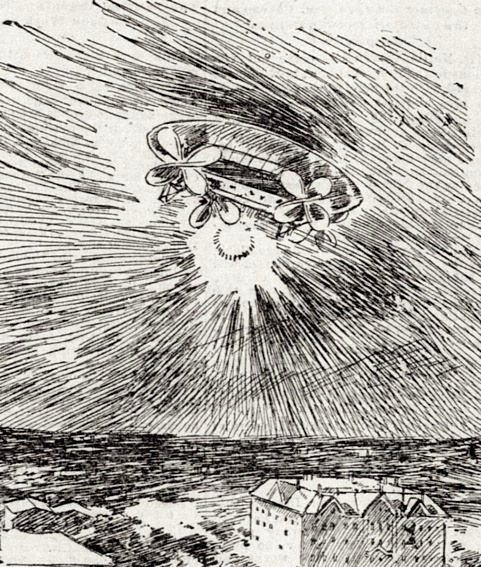
22 novembre.
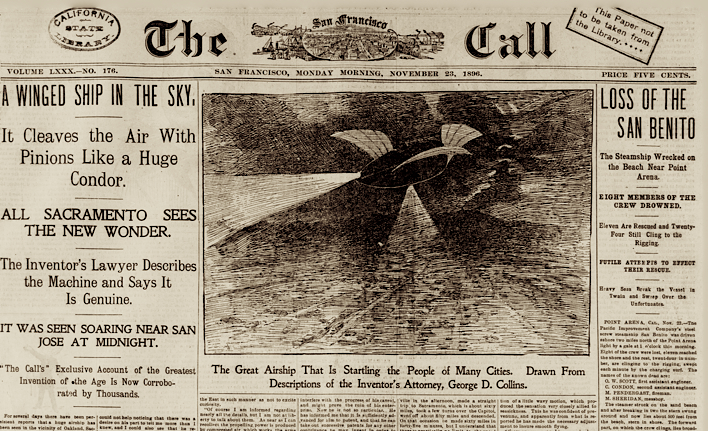
23 novembre.
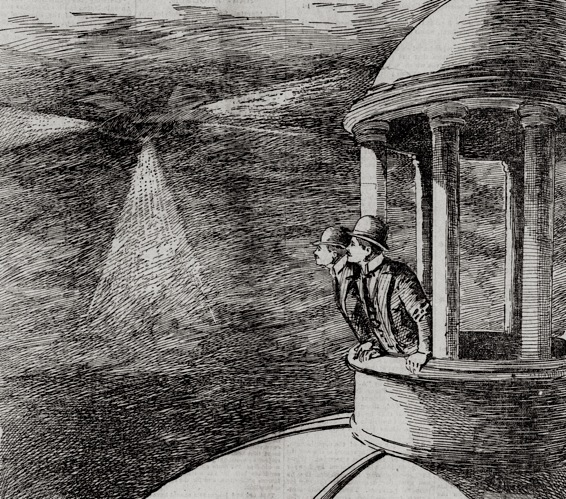
29 novembre.

### Observations de 1897 aux États-Unis

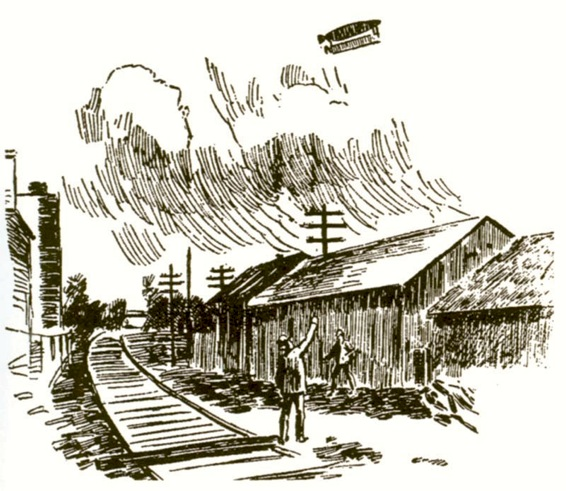
Illustration parue dans The Chicago Times-Herald le 12 avril 1897.

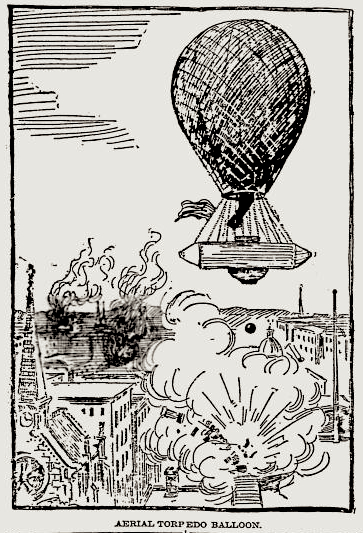
Aerial Torpedo Balloon (1896).

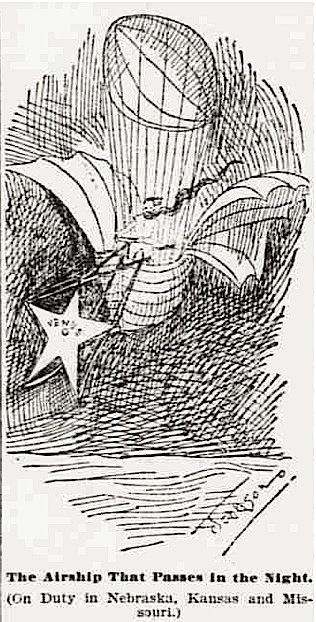
Confusion avec Vénus.

Le chercheur Bertrand Méheust résume ainsi la vague qui toucha  dix-neuf États des États-Unis en 1897 : 

« Rappelons brièvement que la vague de 1897 débute à la fin mars et se développe pendant le mois d'avril dans tout le Middle West américain. Elle présente partout les mêmes motifs : de grandes machines volantes, de conception baroque, survolent les villes du Middle West,où elles sont vues par des milliers de personnes. Quelques atterrissages ici et là sont rapportés; l'équipage prétend être en train d'essayer une machine nouvelle et se plaint d'ennuis mécaniques. A l'occasion, il demande des vivres [...] Les vaisseaux aiment balayer, de leurs puissants projecteurs, les villes qu'ils survolent de nuit [...]. Ici et là, les étranges vaisseaux envoient des messages dans des objets qu'ils laissent tomber, où il est mentionné qu'une machine nouvelle due à quelque ingénieur génial est à l'essai. »

Le journal Omaha Daily Bee relate l'observation faite à Hastings (Nebraska), le 1er février, d'un aérostat flottant dans les airs à une hauteur de 500 pieds et qui a été vu durant une demi-heure. L'aérostat commença ensuite à faire des cercles avant de se diriger vers le nord et disparaitre. Selon les témoins, il avait l'apparence d'une immense étoile et l'éclat de ses lampes provenait d'une puissante dynamo. L'aérostat revint à son lieu de départ avant de sombrer dans l'oubli. D'après les témoins, on entendit des voix et des rires.

### Observations de 1909 en Angleterre
Les récits d'observations ont lieu entre 1903 et 1909, aux États-Unis et en Angleterre. Les témoins décrivent des aéronefs en forme de cigare, munis de lumières, et les comparent à un dirigeable.

### Observation de 1909 aux États-Unis
Le 22 décembre 1909, à Worcester (Massachusetts), un mystérieux aéronef est aperçu, volant à une vitesse estimée de 30 à 40 miles à l'heure (environ 50 à 65 km/h) et utilisant un projecteur d'une très grande puissance. Un certain Wallace Tillinghast prétend en être l'inventeur.

### Observations de 1912 en Angleterre
En 1912, Winston Churchill, alors Premier Lord de l'Amirauté, reconnaît qu'un mystérieux aéronef est passé au-dessus de l'île de Sheppey dans l'estuaire de la Tamise,,. L'affaire est connue sous le nom d'« Incident de Sheerness »,.

## Hypothèses
Plusieurs hypothèses ont été avancées sur le moment pour expliquer les faits observés ou prétendus tels, mais certains cas sont irréductibles aux explications proposées. À l'époque, il n'existait pas d'organismes publics ou privés pour traiter de telles observations si bien qu'elles furent rapidement oubliées. Lorsque le phénomène ovni prit de l'ampleur dans les années 1960 à 1990, de nombreux ufologues américains y revinrent et rédigèrent des articles et des enquêtes, soit pour résumer le phénomène soit pour avancer des explications en fonction de leurs convictions. En France, les ufologues Jan et Josiane D'Aguire, affirmèrent que tous les témoignages pouvaient s'expliquer par des canulars, des méprises et par un prototype disparu en mer.

### Canulars et observations fantaisistes
De nombreux affabulateurs prétendront être les inventeurs, ou les pilotes, de ces « dirigeables fantômes ». Les canulars et observations fantaisistes vont aussi se multiplier, tel ce paysan de l'Iowa prétendant qu'un « dirigeable fantôme » a tenté de l'enlever en l'accrochant à une ancre. De ce fait, le scepticisme s'installe et des doutes quant à la réalité des récits, ainsi que sur l'honnêteté ou la santé mentale des témoins sont exprimés.
L'auteur David Michael Jacobs est d'avis que de nombreux récits de dirigeables proviennent de reporters pleins d'audace se livrant à des canulars journalistiques. Il note que nombre de comptes rendus sont faciles à identifier à cause de leur tonalité facétieuse et de l'accent qu'elles mettent sur le sensationnel. De plus, dans nombre de ces canulars de journalistes l'auteur dévoile ses intentions en signalant – dans la dernière ligne – qu'il envoie sa dépêche depuis un asile d'aliénés ou autre endroit de ce genre.
Le 17 avril 1897, le journal local d'Aurora (Texas) annonça qu'un dirigeable fantôme s'était écrasé sur le moulin à vent du juge Proctor et qu'un cadavre d'extraterrestre avait été inhumé dans le cimetière de la ville. Des proches des instigateurs de ce canular donnèrent une interview au Time pour expliquer les raisons de cette blague, à savoir la volonté d'attirer l'attention sur la ville qui était en déclin, et menaçait de disparaître, à cause de l'abandon d'un projet de voie ferrée.

### Objet astronomique connu
Plusieurs astronomes expliquèrent qu'il s'agissait en fait de la planète Vénus, voire de la Lune. L'explication est plausible pour certaines observations, notamment celles effectuées par des citadins, mais  pour les habitants des campagnes de l'époque, qui jouissaient d'un ciel pur et dépourvu de nuisances lumineuses, la vue de Vénus — la très connue « étoile du Berger » — était coutumière. En outre, bien que très lumineuse, Vénus apparait comme un point immobile très lumineux sur le fond des étoiles alors que de nombreuses observations font état de vitesses élevées et de changements de direction. Et surtout elle n'émet pas de faisceaux lumineux vers le sol. Quant à la Lune, il faut une vue particulièrement déficiente pour la confondre avec un objet volant.

### Prototype de dirigeable
Le premier ballon dirigeable connu, l'Aérostat Giffard du nom de son inventeur, a volé pour la première fois le 24 septembre 1852 à Paris. Propulsé par une machine à vapeur, il a réussi à voler sur une distance d'environ 28 km, à la vitesse moyenne de 9 km/h, et à s'élever à l'altitude de 1800 mètres. « En fait l'inventeur était très en avance sur son temps, car la prochaine application réussie du moteur à l'aéronef ne se produisit qu'à trente ans de là. »
En 1897, l'Autrichien David Schwarz fit voler à Berlin le premier dirigeable métallique. Ce premier essai de dirigeable métallique se solda par un crash.

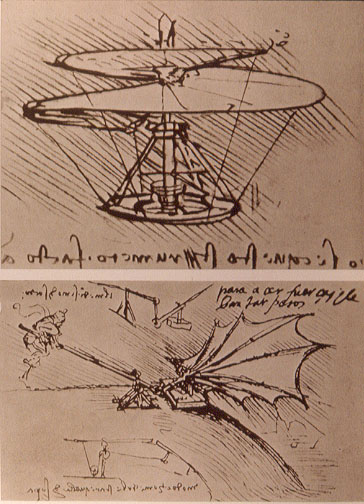
Dans les journaux de l'époque figurent des discussions sur les possibilités d'adapter des ailes, selon le schéma de Léonard de Vinci, aux dirigeables de l'époque.

Selon le San Francisco Call des 26 et 29 novembre 1896, le général Hart aurait reçu la visite d'un homme prétendant être le génial inventeur de ces « dirigeables fantômes ».
Selon le Wilmar Tribune, l'inventeur des mystérieux aéronefs serait un dentiste, le Dr E. H. Benjamin, mais ce dernier ne s'est jamais fait connaitre. L'attorney Collins a déclaré que l'inventeur était venu dans son bureau et lui avait raconté les performances de son vaisseau lors de la dernière nuit de tempête.
Dans le Morning Times du 12 avril 1896, le sénateur Cabot Lodge affirme qu'il offrira un prix au premier inventeur qui dévoilerait les secrets gouvernant les machines volantes. À cette période de nombreuses personnes, s'appuyant sur les travaux de Léonard de Vinci, prétendirent qu'il était possible de construire un engin volant avec des ailes imitant le vol des oiseaux.
Toutefois, aucun dirigeable aussi techniquement avancé n'existait encore aux États-Unis à cette époque. À ce sujet, Jean Sider fait état d'une lettre reçue de l'historien de l'aéronautique américain Tom D. Crouch dont il avait sollicité l'avis :

« Comme vous l'aurez noté, toutefois, les seuls dirigeables connus pour avoir volé dans ce pays [les U.S.A.] durant la période en question n'étaient que de très petites machines propulsées par des pédales et des manivelles. Le véritable dirigeable propulsé par un moteur à combustion interne n'apparut qu'en 1902, quatre ou cinq ans après les prétendus observations d'airships. Même ces appareils très primitifs étaient très éloigné des machines décrites dans les comptes rendus contemporains sur les « mystérieux airships » des années 1890. J'ai bien peur que ces observations restent inexpliquées. »

### Projection de récits d'anticipation
Jules Verne publie du 29 juin au 18 août 1886 Robur le Conquérant, roman où il met en scène un inventeur fou qui survole plusieurs villes à bord d'un aéronef muni d'un fanal électrique. L'influence de la fiction sur les récits de type légende urbaine a été mise en évidence dans le modèle sociopsychologique du phénomène ovni.

### Engins extraterrestres

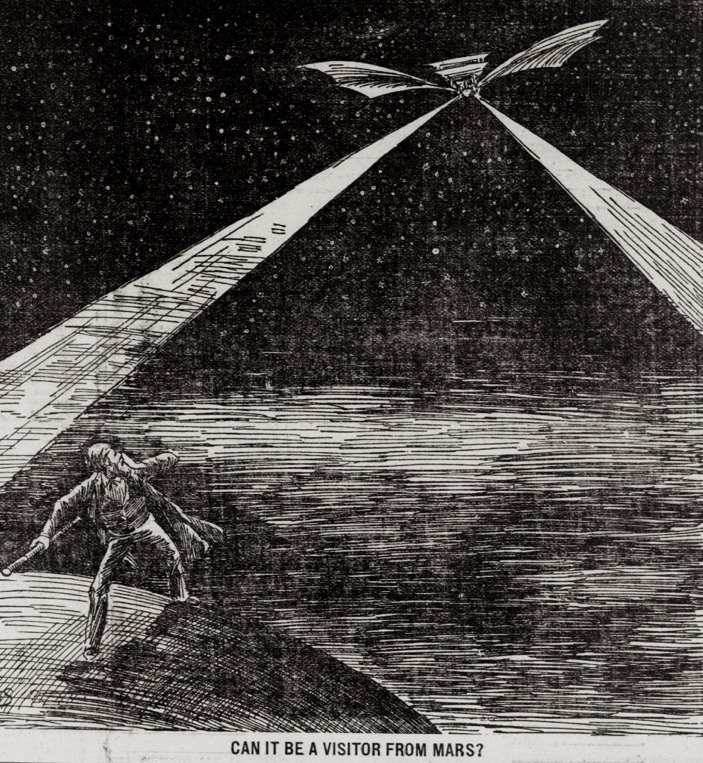
« Est-ce un visiteur de Mars ? ».

Certaines hypothèses envisageaient que les dirigeables puissent venir de la planète Mars.